# Nagyráska
Nagyráska (szlovákul: Veľké Raškovce) község Szlovákiában, a Kassai kerület Nagymihályi járásában.

## Fekvése
Nagymihálytól 24 km-re délre, a Laborc jobb partján fekszik.

## Története
1332-ben említik először.
A Ráskay család ősi fészke, 1485-ben említik várkastélyát, melynek mára nyoma sem maradt.
A 18. század végén Vályi András így ír róla: „Kis Ráska, és Nagy Ráska. Két magyar falu Zemplén Vármegyében, földes Uraik több Uraságok, lakosaik katolikusok, és reformátusok, fekszenek Latorcza vize’ partyánál, Butykához nem meszsze, és annak filiáji, határbéli földgyeik jók, első osztálybéliek.”
Fényes Elek 1851-ben kiadott geográfiai szótárában így ír a faluról: „Ráska, (Nagy), magyar-tót falu, Zemplén vmegyében, 198 g. kath., 48 evang., 143 ref., 12 zsidó lak., ref. szentegyházzal, 654 hold szántófölddel, vizimalommal. F. u. többen. Ut. p. Nagy-Mihály.”
Borovszky Samu monográfiasorozatának Zemplén vármegyét tárgyaló része szerint: „Nagyráska, Ung vármegye határán fekvő magyar kisközség. Van 99 háza és 469, nagyobbára ev. ref. vallású lakosa. Postája Málcza, távírója Deregnyő, vasúti állomása Bánócz. A Buttkay nemzetség ősi birtoka, melyre már 1220-ban királyi adományt kapott. Itt állott a család várkastélya is, melynek tartozékai Hegyi és Kisráska voltak. 1411-ben a Buttkay, Ráskay és Márki családok új adományt kapnak reá. 1478-ban Ráskay Jánost iktatják birtokába. 1514-ben a Bajoni családnak, 1541-ben Sárossy Lukácsnak, 1548-ban Bozóky Fülöpnek és Istvánnak, 1580-ban Sárossy Lukácsnak vannak itt részeik. Az 1598-iki összeírás Ráskay Györgyöt és Mihályt, Eödönffy Kristófot, Keresztes Tamást és Soós Kristófot sorolja fel uraiként. 1649-ben Sándor Miklóst, 1650-ben Soós Gábort iktatják némely részeibe. Későbbi birtokosai a Kiss, Mészáros, Horváth, Stépán, Balpataky, Szinnyey, Aiszdorfer, Bessenyey, Szent-Léleky, Péterffy és báró Balassa családok. Ezidőszerint nagyobb birtokosa nincsen. Innen vette nevét a Ráskay család és előnevét a Sós-Sztarnay család. Ev. ref. temploma 1751-ben épült.”
1920-ig Zemplén vármegye Nagymihályi járásához tartozott, majd az újonnan létrehozott csehszlovák államhoz csatolták. 1938 és 1945 között újra Magyarország része.

## Népessége
| Év:            | 1994. | 2004.    | 2014.    | 2024.   |
| -------------- | ----- | -------- | -------- | ------- |
| Emberek száma: | 316   | 350      | 311      | 305     |
| Eltérés:       |       | +10,75 % | -11,14 % | -1,92 % |

| Év:            | 2023. | 2024.   |
| -------------- | ----- | ------- |
| Emberek száma: | 298   | 305     |
| Eltérés:       |       | +2,34 % |

1910-ben 466-an lakták, ebből 451 magyar, 14 szlovák és 1 német anyanyelvű volt.
2001-ben 347-en lakták: 290 magyar és 52 szlovák.
2011-ben 334 lakosából 244 magyar, 62 szlovák és 25 ismeretlen nemzetiségű volt.

## Neves személyek
- Itt született 1928. szeptember 29-én Jakab István nyelvész, szakíró, egyetemi oktató.
- Itt szolgált Péter Mihály (1867-1932) református lelkész, püspök, egyháztörténész.

## Képtár

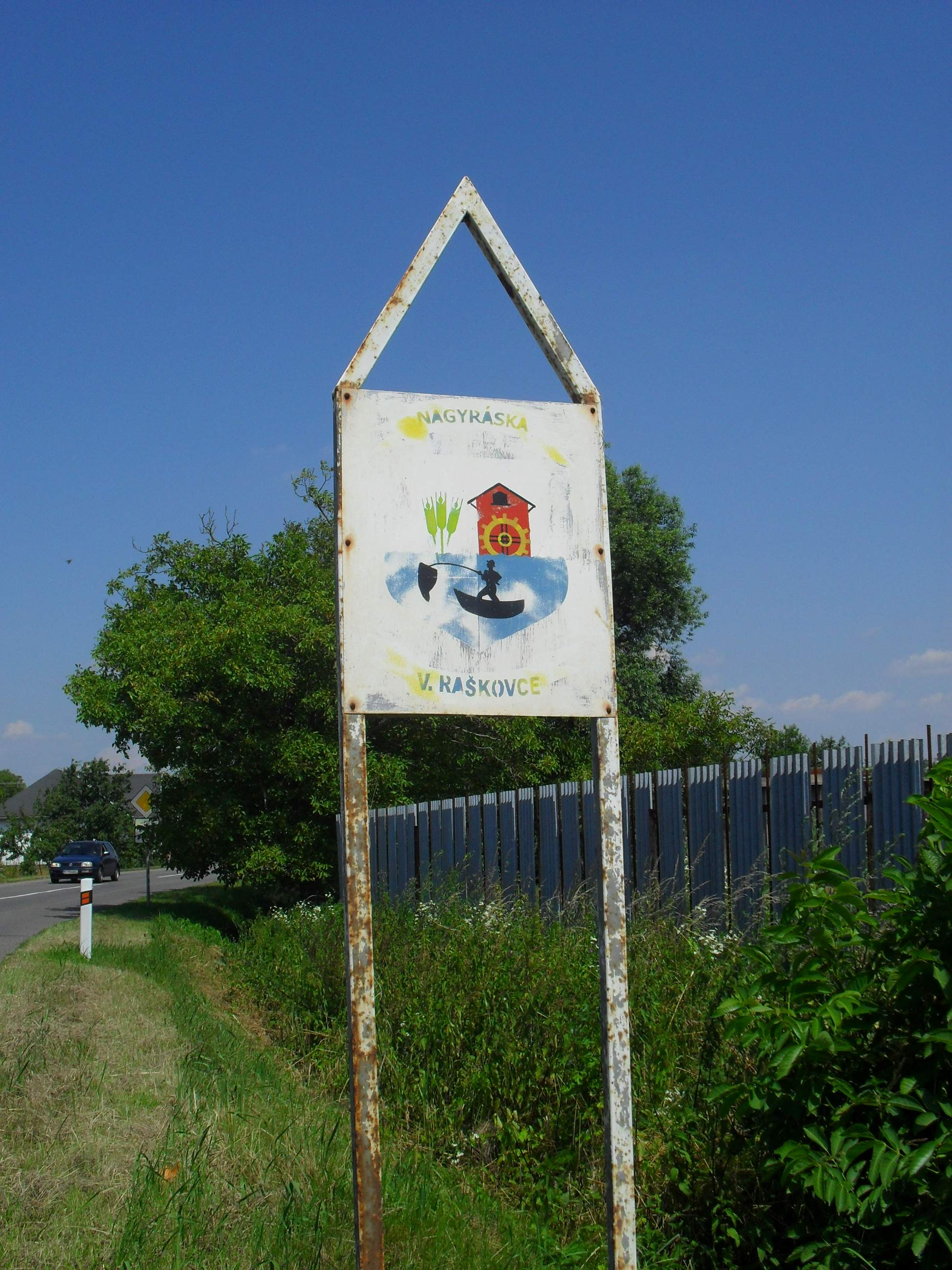
Üdvözlőtábla
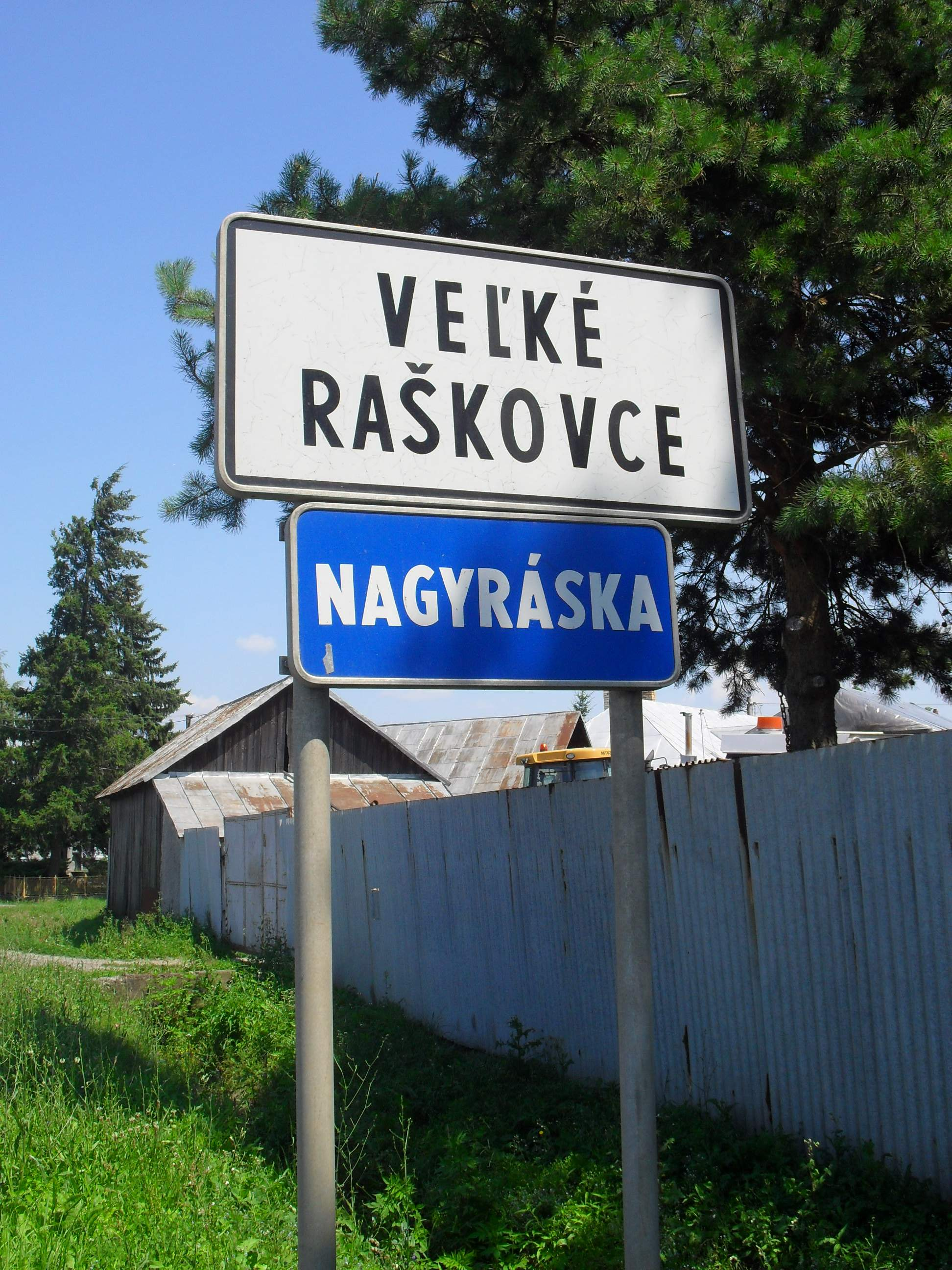
Kétnyelvű helységnévtábla
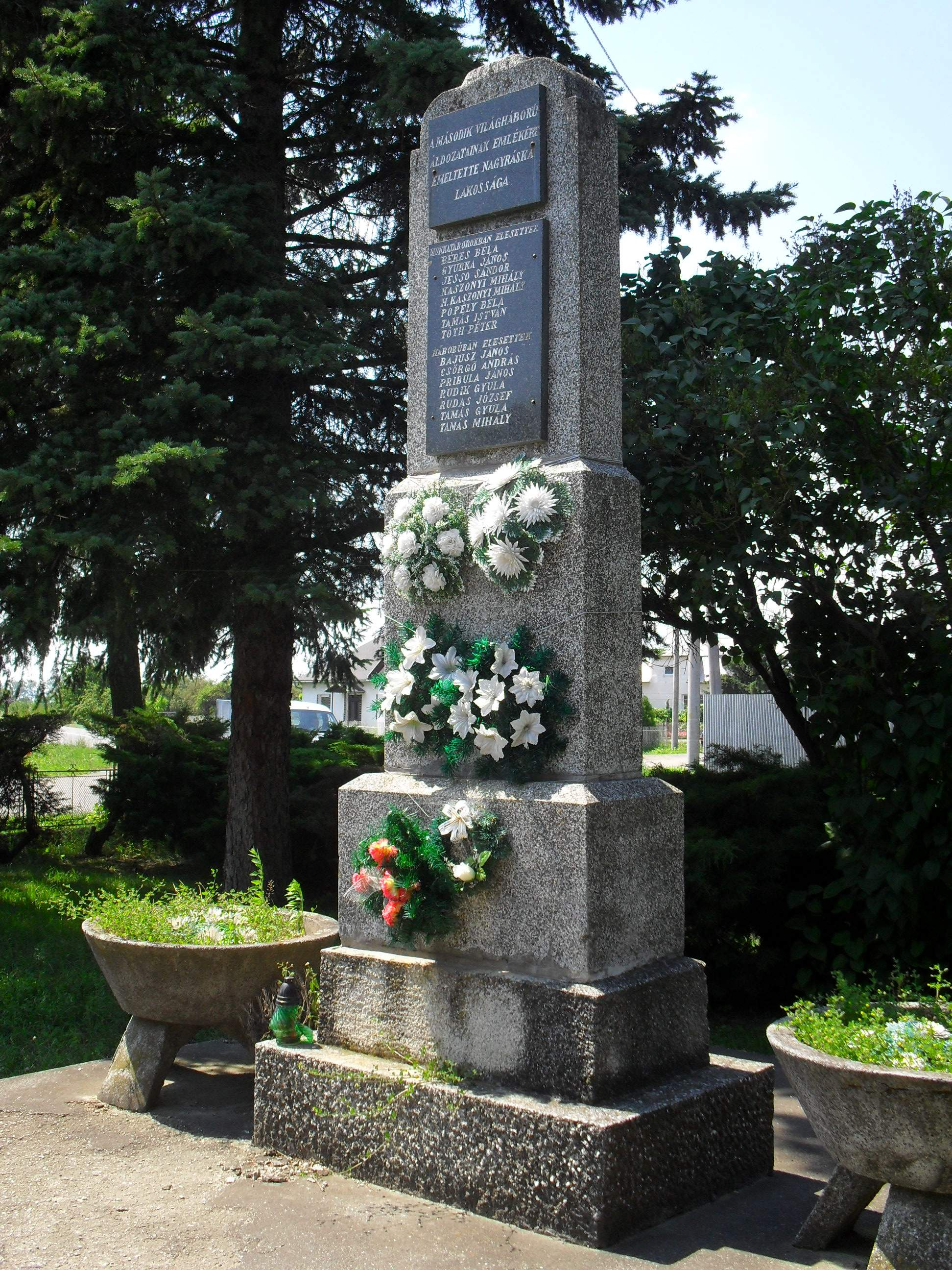
Második világháborús emlékmű
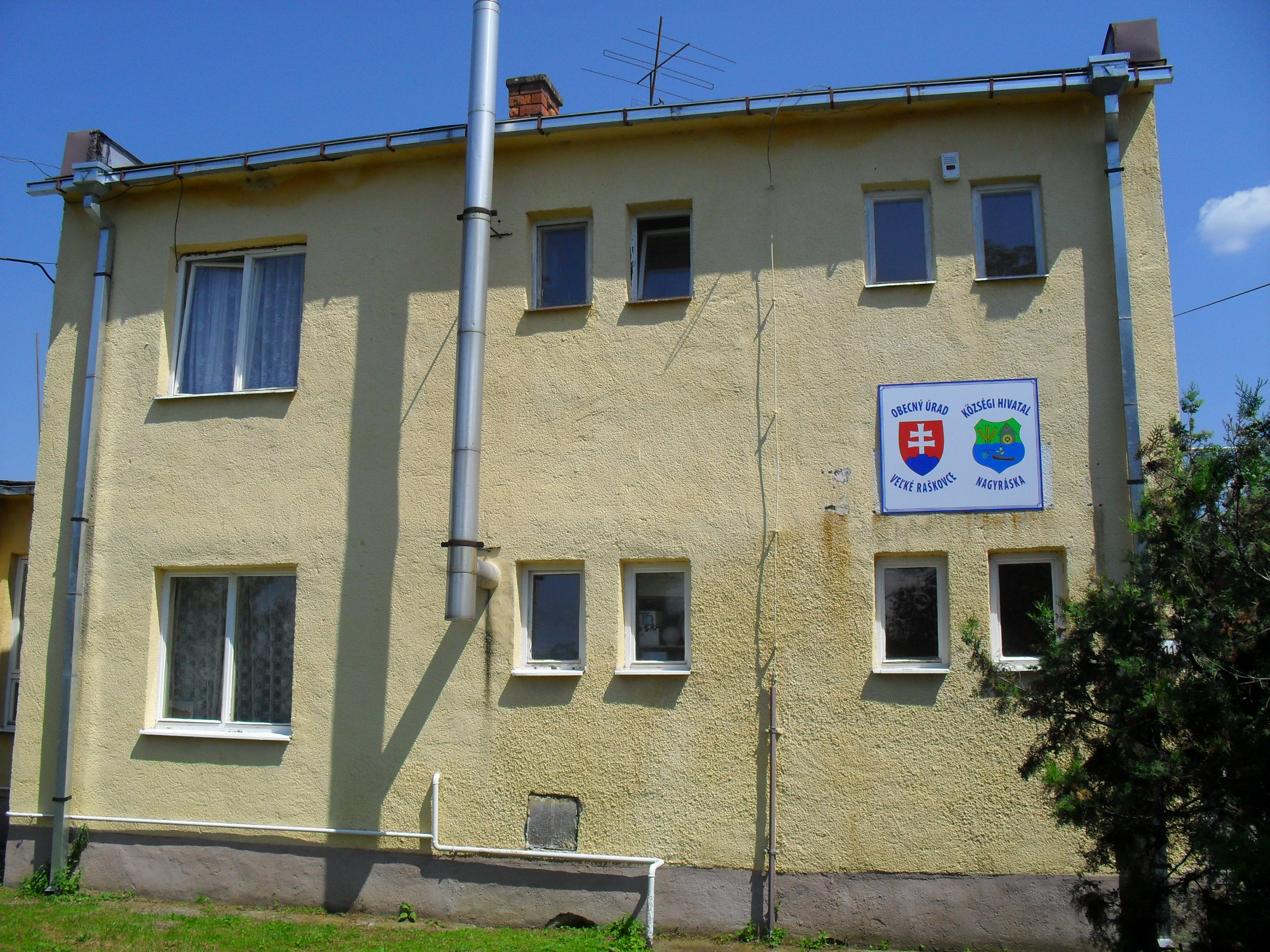
Községi hivatal
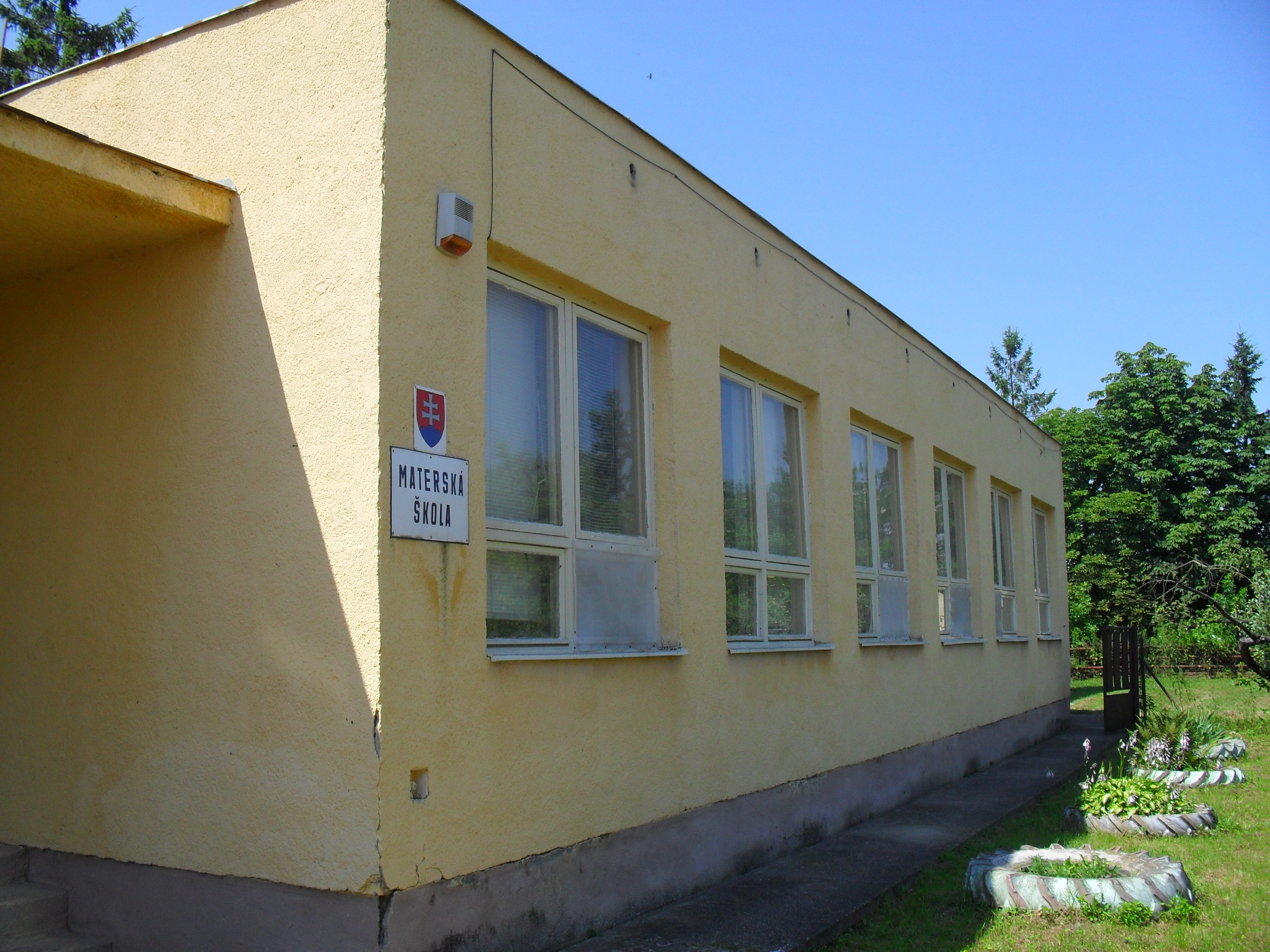
Óvoda
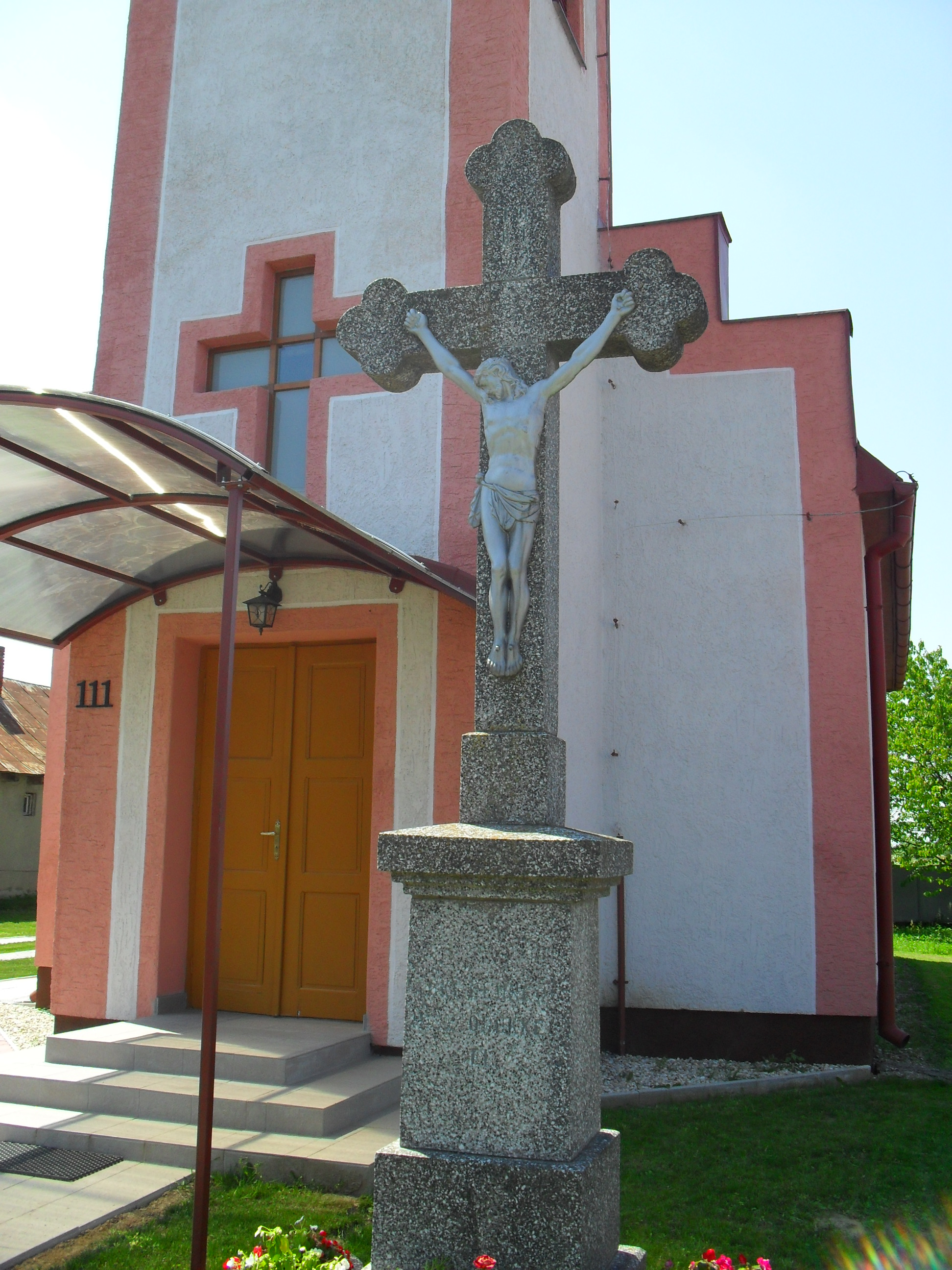
Kereszt a katolikus templom mellett
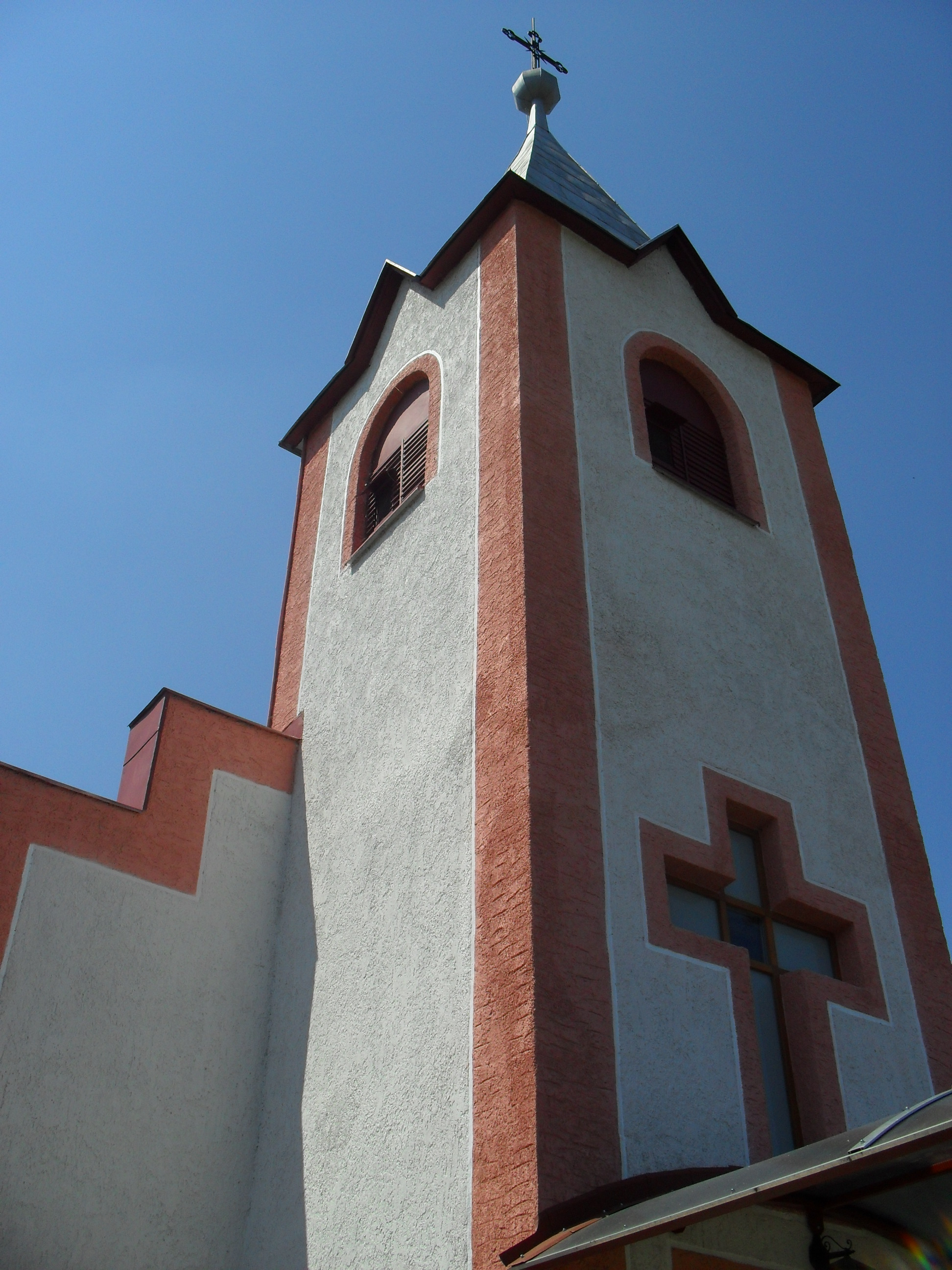
Katolikus templom
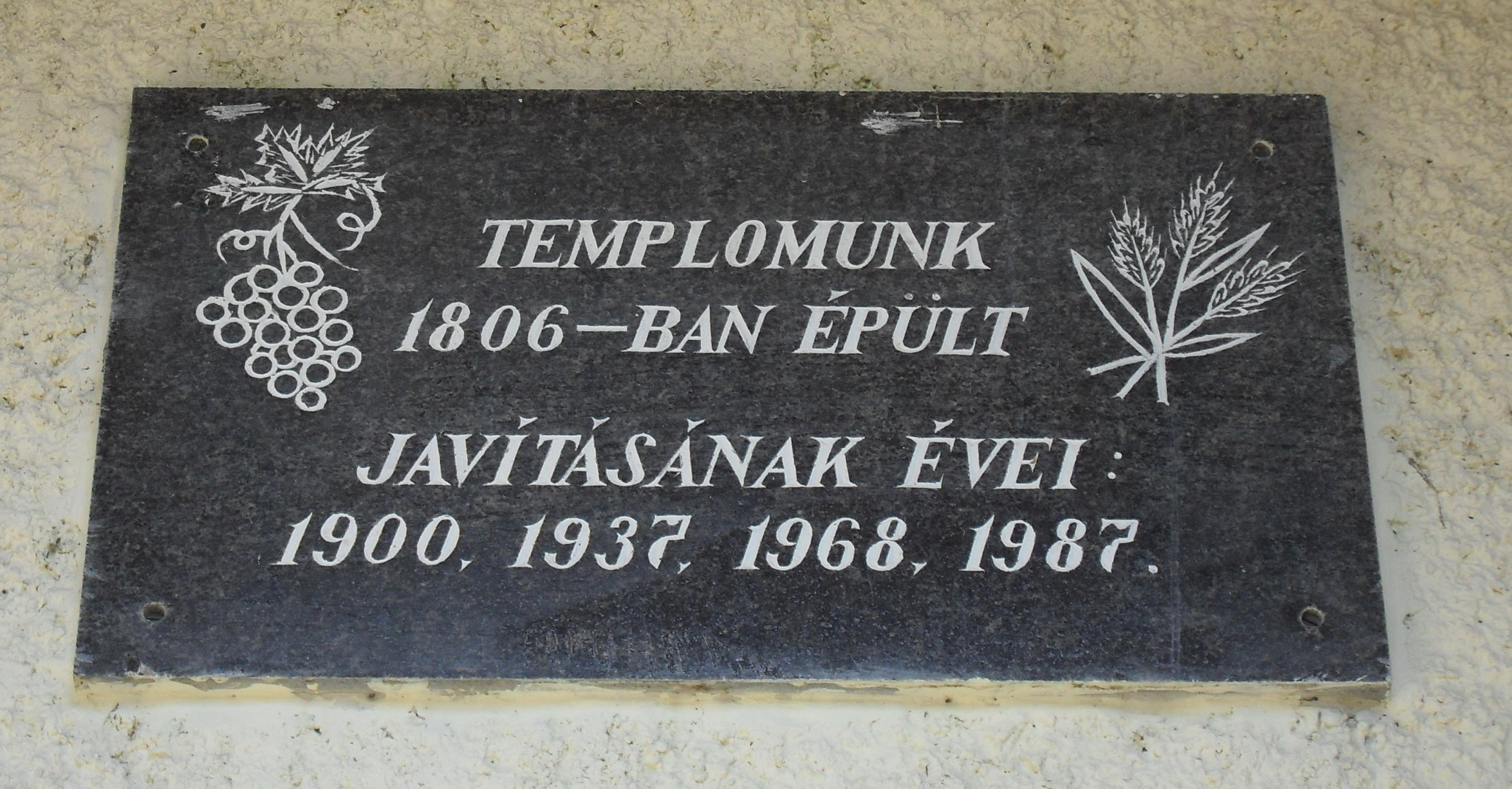
Emléktábla a református templom falán
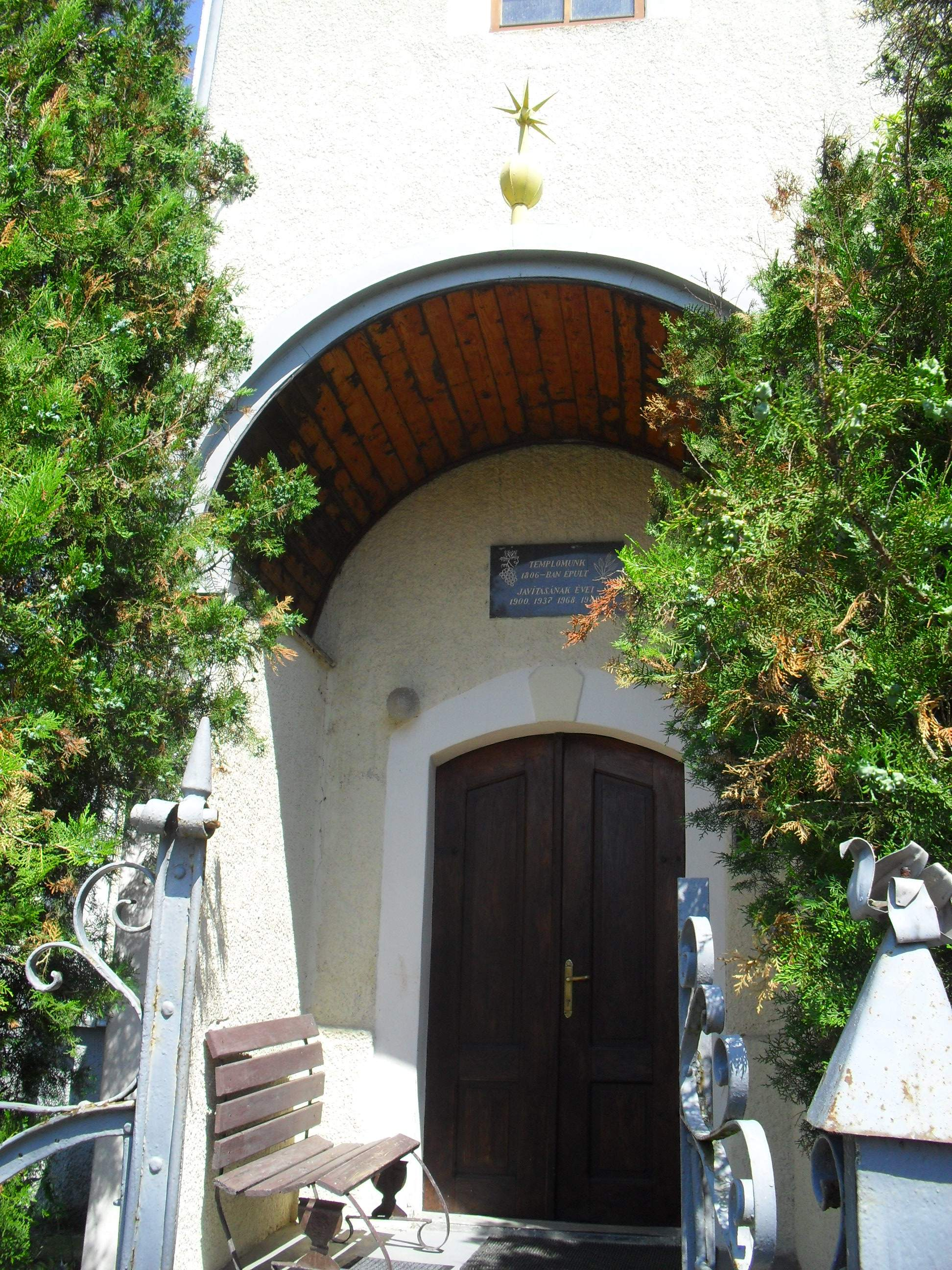
A református templom bejárata
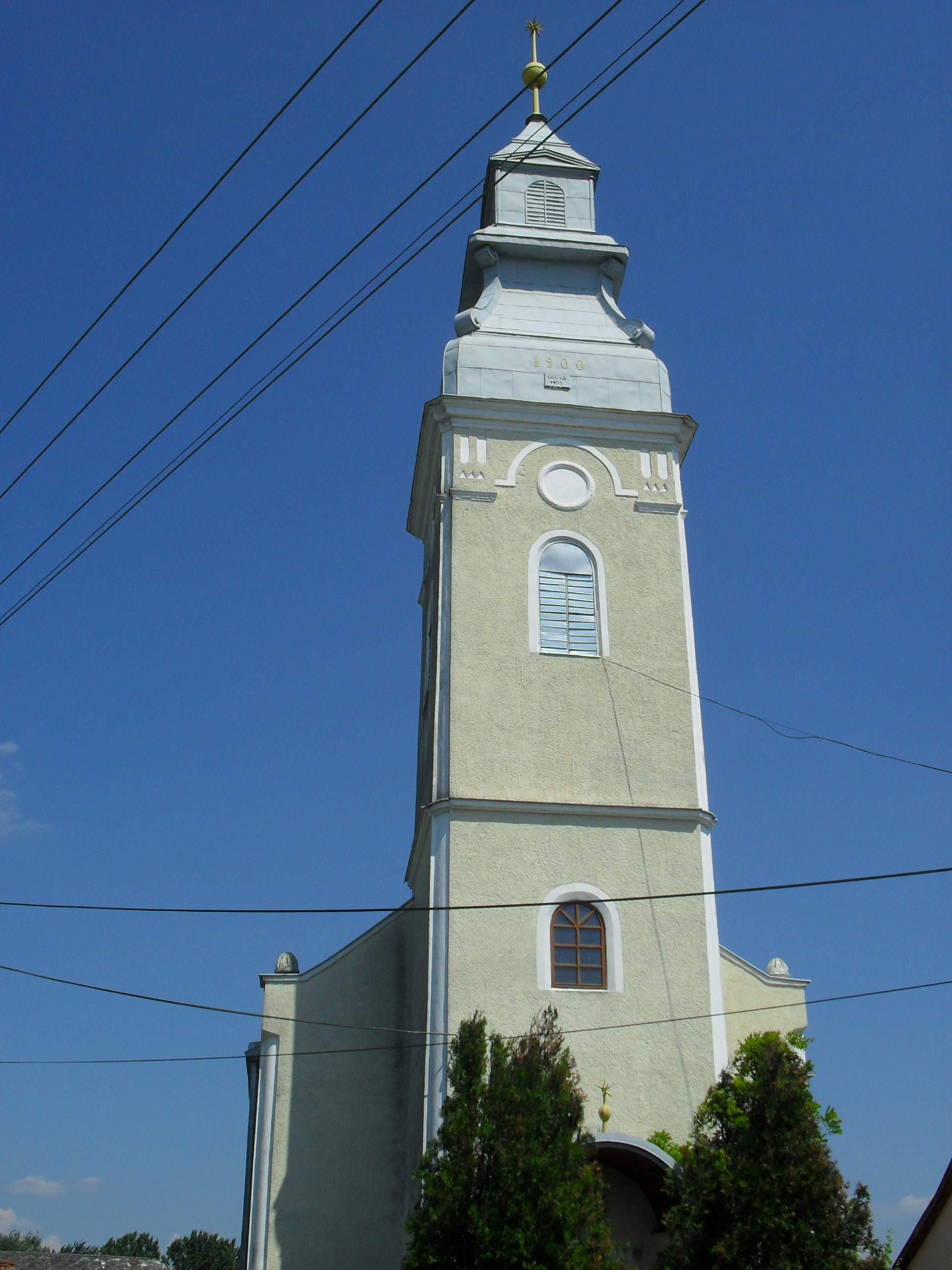
A református templom tornya
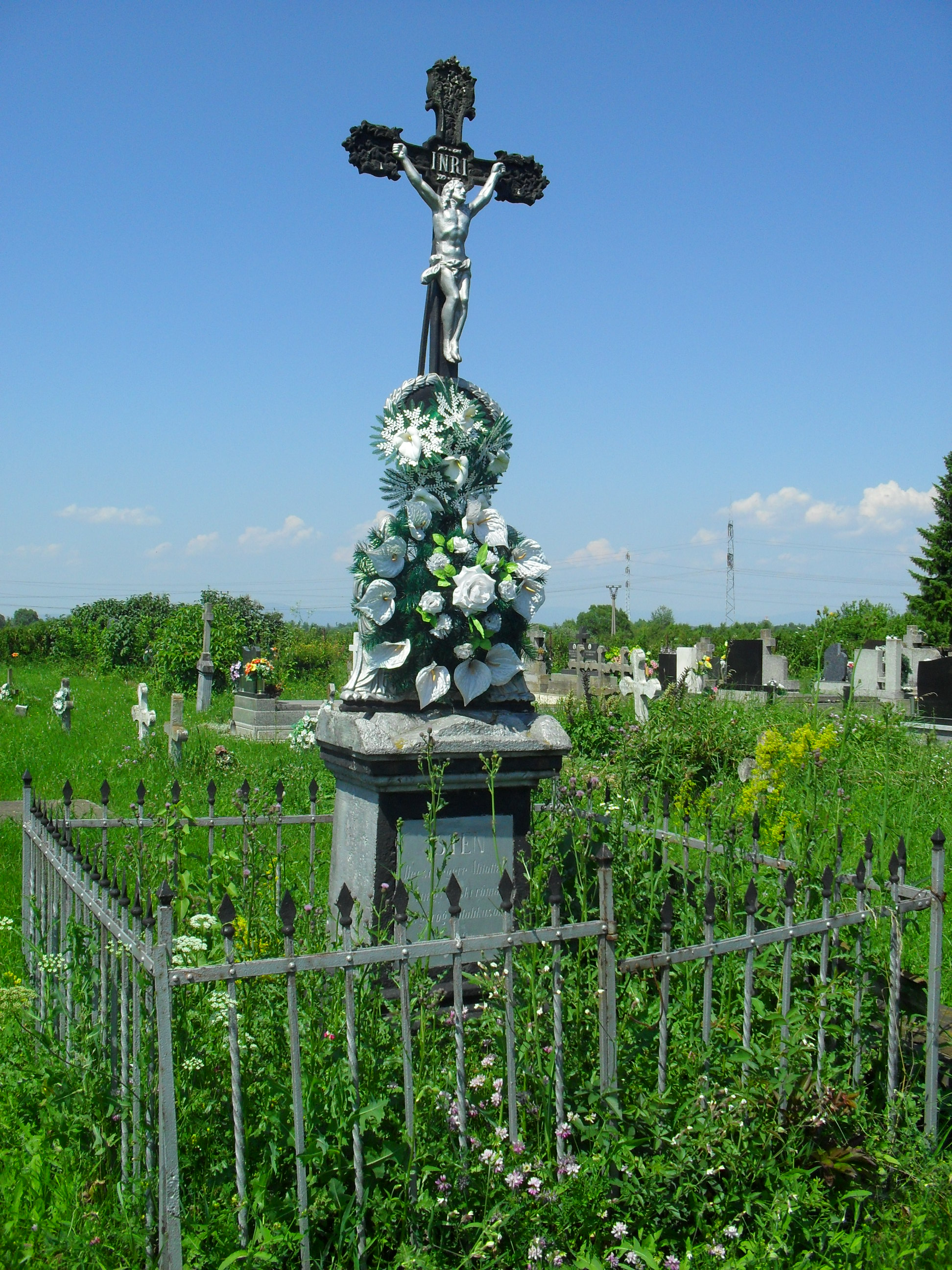
Temetői nagykereszt (1901)
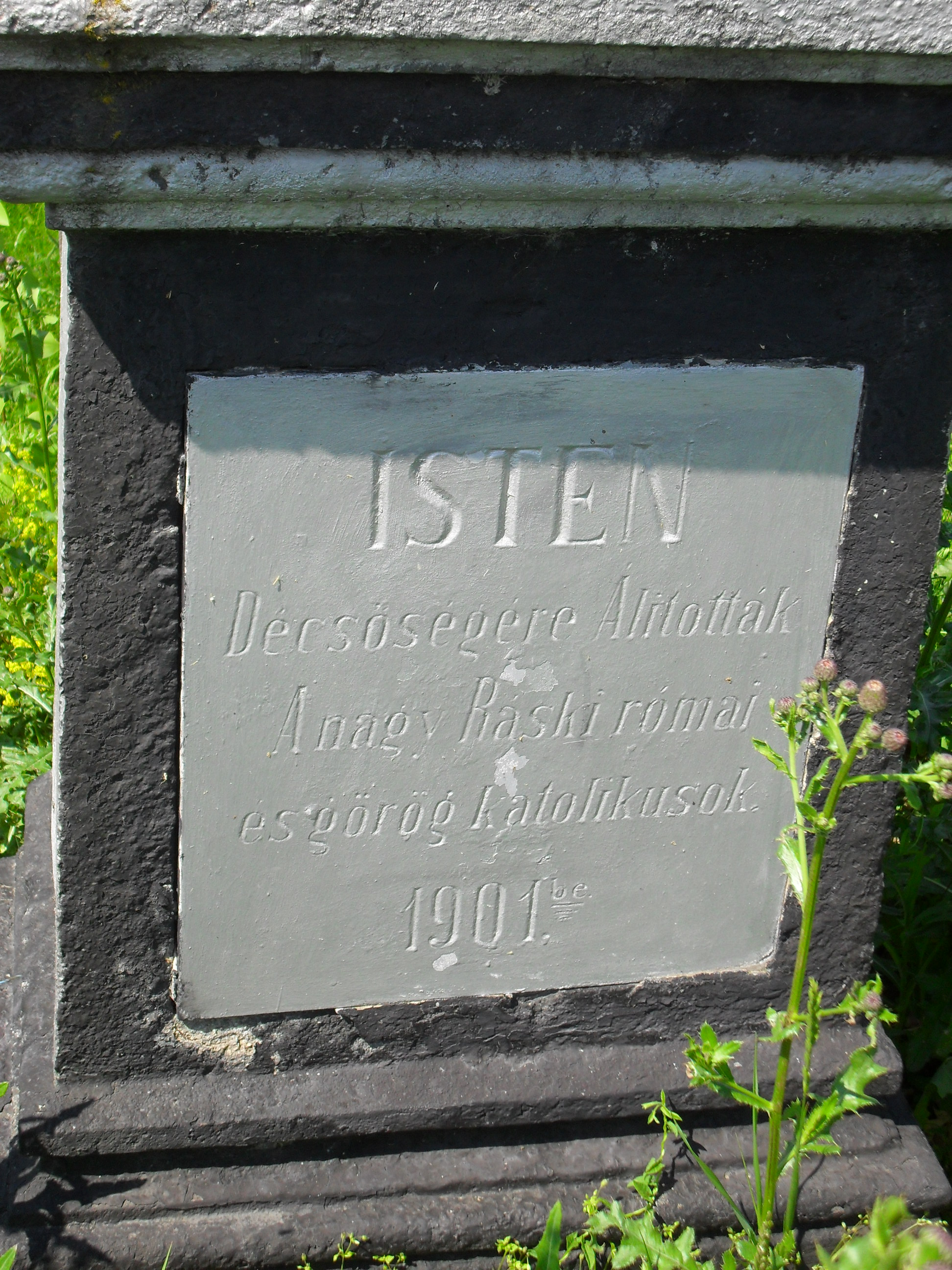
Temetői nagykereszt - részlet